# 赫伯特·诺尔库斯
赫伯特·诺尔库斯（1916年7月26日–1932年1月24日）是一位希特拉青年團成员，1932年1月24日在魏玛共和国柏林被德国共产党人杀害。此后，希特勒青年团将他作为榜样、烈士，纳粹宣传机器曾大規模宣扬其事迹。

## 生平
诺尔库斯出生在柏林蒂尔加滕的一个工人阶级家庭，于1931年加入希特勒青年团。他喜爱弹钢琴和绘画。他的父亲曾在第一次世界大战中负伤，而且同情共产党人。其父起初反对儿子参加纳粹主义活动，但最终受到感染，也成了纳粹主义者。
後來纳粹党和德国共产党争权夺利，其各自的青年组织希特勒青年团和红色阵线战士同盟之间愈发频繁地爆发冲突。
1932年1月24日，诺尔库斯正在和其他希特勒青年团成员一起分发传单，宣传即将召开的一场纳粹集会。接着，他们与共产党人发生对峙。诺尔库斯打退数人后，跑到临近房屋求助。一个男人开了门，但很快便在他面前又关上了门。之后，诺尔库斯被追上来的共产党人刀刺6次。他又敲另一扇门，一女子在开门后试图带他去医院，但诺尔库斯在到达医院时就已死亡。
巴伐利亚州东部城市帕绍曾一度以诺尔库斯之名命名城中一条街道。